# 21. rujna
21. rujna (21. 9.) 264. je dan godine po gregorijanskom kalendaru (265. u prijestupnoj godini).
Do kraja godine ima još 101 dan.

## Događaji
- 1937. – J.R.R. Tolkien izdao knjigu Hobit.
- 1991. – osnovan Glavni stožer Oružanih snaga Republike Hrvatske[1]
- 1991. – Velikosrpske snage nakon pokolja i progona hrvatskog stanovništva u okolnim selima i 20 dana borbe, okupirali Petrinju.[2][3]
- 1991. – Na povratku sa stranačkog skupa HSP-a u Križevcima, hrvatski policajci ubili su Antu Paradžika.[4]

| - 1791. – István Széchenyi, mađarski državnik († 1860.) - 1840. – Murat V., turski sultan († 1904.) - 1842. – Abdul Hamid II., turski sultan († 1918.) - 1866. – Herbert George Wells, engleski književnik († 1946.) - 1919. – Mirko Božić, hrvatski književnik († 1995.) - 1922. – Vladimir Ruždjak, hrvatski operni pjevač († 1987.) - 1929. – Sándor Kocsis, mađarski nogometaš i trener († 1979.) - 1932. – Ljubomir Kapor, hrvatski glumac († 2010.) - 1950. – Bill Murray, američki filmski glumac i komičarska ikona irskog podrijetla - 1954. – Shinzo Abe, japanski političar i premijer - 1958. – Milan Mladenović, srbijanski rock-glazbenik, pjevač i gitarist EKV-a († 1994.) - 1962. – Drago Pilsel, hrvatski novinar i kolumnist. - 1966. – Sanja Marin, hrvatska glumica - 1967. – Faith Hill, američka pjevajčica - 1970. – Marko Barlecaj, hrvatski nogometaš - 1989. – Jason Derülo, američki pjevač - 1992. – Aleksander Aamodt Kilde, norveški alpski skijaš - 1998. – Tadej Pogačar, slovenski biciklist | - 1558. – Karlo V., njemačko-rimski car i španjolski kralj (* 1500.) - 1706. – Klara Žižić, hrvatska redovnica (* 1626.) - 1832. – Walter Scott, škotski književnik (* 1771.) - 1860. – Arthur Schopenhauer, njemački filozof (* 1788.) - 1938. – Ivana Brlić-Mažuranić, hrvatska književnica (* 1874.) - 1942. – Nina Vavra, hrvatska glumica (* 1879.) - 1971. – Bernardo Alberto Houssay, argentinski fiziolog i nobelovac (* 1887.) - 1991. – Ante Paradžik, hrvatski političar (* 1943.) |

## Blagdani i spomendani
- Međunarodni dan mira
- Sveti Matej